# رشيد شريفي
رشيد شريفي سديه (بالفارسية: رشید شریفی سده)، من مواليد 21 أيلول 1984 في سده لنجان، أصفهان، هو رافع أثقال إيراني ينافس في فئة +105 كجم.
في بطولة العالم لعام 2007، احتل المركز الثامن بمجموع قدره 410 كجم. 
فاز بالميدالية الذهبية في بطولة آسيا لرفع الأثقال عام 2008 بمجموع 426 كجم، ثم فاز في بطولة آسيا لعام 2009 بمجموع 440 كجم، إلا أنه جُرّد من ميداليته بعد أن ثبت تعاطيه للمنشطات، إلى جانب زميليه في المنتخب الإيراني، أنوش أرمك وأميد نيج كينار.  
بعد اعتزال البطل الأولمبي حسين رضا زاده، تولى رشيد شريفي تمثيل إيران في دورة الألعاب الأولمبية الصيفية 2008 في بكين. وبسبب نتائجه الضعيفة في الاختبارات، تم تصنيفه ضمن المجموعة "ب" في المسابقات، واحتل المركز السادس.

## الملاحظات والمراجع
1. 1 2  "SHARIFI SADEH Rashid". International Weightlifting Federation. مؤرشف من الأصل في 2011-05-27.
2. ↑  "Iranian Weightlifter Ali-Hosseini gets lifetime ban for doping". مؤرشف من الأصل في 2020-01-14.
3. ↑  "Fourth lifter fails doping test, Iran federation in soup". 25 يناير 2010. مؤرشف من الأصل في 2018-06-30.

## روابط خارجية
- السيرة الذاتية للرياضيين في بكين 2008